# مايكل دويك
مايكل دويك (26 سبتمبر 1957) فنان تصويري وصانع أفلام أمريكي. اشتهر بعمله التصويري السردي «الذي يستكشف الصراعات المستمرة بين الهوية والتأقلم ضمن الفئات المجتمعية المهددة بالزوال». أصبح في عام 2003 أول مصور على قيد الحياة يقيم معرض فردي في سوذبيز، وفي عام 2012 كان أول مصور أمريكي يعرض أعماله في كوبا منذ المقاطعة التي فرضتها أمريكا على هذا البلد في عام 1960. يعيش ويعمل اليوم في مونتاك في مدينة نيويورك.
ولد في بروكلين في عام 1957 ونشأ في بالمور في لونغ آيلند والتحق بمدرسة جون إيف. كينيدي الثانوية ولاحقًا بمعهد برات في بروكلن لدراسة الهندسة المعمارية والاتصالات والفنون الجميلة. أسس بعد التخرج شركة مايكل دويك وشركائه، التي عرفت لاحقًا باسم «دويك آند كامبيل» وفاز بعدد من جوائز صناعة الإعلانات قبل إغلاق الشركة في عام 2001 سعيًا منه لمتابعة اهتماماته الفنية. بنى دويك على مدار العقد اللاحق سمعة كبيرة في مجال الفنون الجميلة والتصوير فأنجز أعمالًا من ضمنها النهاية: مونتاك، نيويورك (2004)، حوريات (2008) وهابانا ليبري (2011). تنوع عمل دويك الفني في السنوات الماضية ليشمل مجالات أخرى كالنحت وصناعة الأفلام لينتج أول فيلم طويل بعنوان (السباق الأخير) الذي عُرض للمرة الأولى في مهرجان (صان دانس) للأفلام 2018 في بارك سيتي في يوتاه.

## النشأة وتعليمه
ولد مايكل في بروكلن عام 1957 لديفيد وسيديل دويك. انتقلت العائلة إلى بالمور وهي بلدة تقع في جزيرة لونغ آيلند على بعد نحو 27 ميلًا شرق مانهاتن حيث عمل الأب ديفيد محاسبًا. أهداه والده أول كاميرا له بمناسبة معرض نيويورك العالمي عام 1964.
تخرج دويك من مدرسة جون إيف. كينيدي الثانوية في عام 1975. التحق بعدها بمعهد برات في بروكلين. بدأ أولًا كطالب في الهندسة المعمارية ثم غيّر تخصصه إلى الاتصالات والفنون الجميلة في عام 1976 باقتراح من القسم الذي أخبره أن لا مكان للفكاهة في الهندسة المعمارية وذلك بعد اختياره بأن يصمم مطعم دجاج مقلي للكولونيل ساندرز في كنتاكي كمشروع مدرسي. صمم في مشروع آخر مبنى لشركة الاتصالات الشهيرة آت & تي الذي يشبه حجرة هاتف ضخمة. بعد حصوله على درجة البكالوريوس في عام 1979 ذهب للدراسة برفقة كل من الفنان جيمس واينز وأستاذ علم الرموز مارشال بلوينسكي في المدرسة الجديدة للبحوث الاجتماعية.

## دويك وكامبيل
اطلع دويك خلال دراسته في معهد برات على الأعمال الإبداعية للعديد من وكالات الإعلان البارزة في نيويورك من ضمنها (دي دي بي) و(يونغ اند روبيكام). أقدم دويك بعد التخرج، سعيًا منه إلى الهروب مما اعتبره بيئة تفتقر إلى الإلهام والإبداع، على تأسيس شركته الخاصة مايكل & دويك في عام 1980. انضم لوري كامبيل في عام 1992 إلى الشركة ليصبح اسمها دويك & كامبيل.
سرعان ما اكتسب فريق العمل سمعة بإنجاز الأعمال الجريئة وغير التقليدية الممزوجة بمسحة من السخرية اللاذعة، حتى أن شبكة أخبار (سي إن إن) وصفته بأنه «معجزة إبداعية»، ولقّبه تيم نود المحرر في وكالة الإعلام الشهيرة (آدويك) بأنه «سيد العبثية». قال عنه المنتج لاري شانيت الذي ساهم في العديد من الإعلانات التلفزيونية للوكالة ونال عددًا من الجوائز الهامة في مجال صناعة الإعلانات: «دويك ليس شابًا نمطيًا وعليه فهو لا ينتج أعمالًا نمطية رتيبة». تعاون معه عدد من العملاء المعروفين بمن فيهم (إم تي في) و(سواتش) و(كوميدي سنترال) و(دايل-إيه-ماتريس).
أظهر الإعلان التلفزيوني الثاني لشركة دويك& كامبيل الذي كان يروج لمتجر (جاينت كاربيت) الرئيس الأمريكي جورج إتش. بوش خلال الأيام الأخيرة لإدارته وهو يخرّب سجاد البيت الأبيض قبل مجيء خلفه في الرئاسة الرئيس بيل كلينتون. هاتف مدير الاتصالات الخاص بالرئيس كلينتون جورج ستيفانوبولوس دويك ليشتكي بأن «هذه السخرية التي عبّرتَ عنها تقلل من قيمة الانتخابات الرئاسية». سحبت شبكة الأخبار (إيه بي سي) هذا الإعلان تحت الضغط السياسي لكن قناة (إن بي سي) نجحت في بثه خمس مرات على الهواء مباشرة في برنامجها الكوميدي الشهير الذي يعرض في وقت متأخر من ليلة السبت. قال دويك في هذا الخصوص: «علمنا أنّ ذلك سيحقق نجاحًا كبيرًا». بسبب هذا الإعلان وسّع متجر (جاينت كاربيت) عملياته التجارية خلال الأشهر الثمانية عشرة التالية من أربعة متاجر لتشمل 42 متجرًا.
العمل الأكثر شهرة لشركة دويك &كامبيل هو الإعلان التلفزيوني عام 1998 لوكالة (دايل-إيه-ماتريس) الذي عرض مشهدًا لسنجاب قطبي مشاكس بحجم رجل وهو يشتري فراشًا لسباته الشتوي. سُحب الإعلان من القنوات الإذاعية بسبب الكوميديا الخشنة بعد 13 يومًا فقط من بثه. فاز بعد ذلك بجائزة الأسد الذهبي في مهرجان كان العالمي للإعلانات وأُدرج في مجموعة غيل ضمن أكثر 100 حملة دعائية مؤثرة وكذلك ضمن أفضل 10 لوحات في مجلة بوردس لعام 1999.
غادر لوري كامبيل الشراكة في أبريل من عام 1999 ليصبح اسم الوكالة «شركة دويك» أو بشكل أبسط «دويك»، وكان دويك هو الرئيس والمدير الإبداعي الوحيد فيها. استمرت الوكالة في السعي وراء مبادئها الجمالية غير التقليدية وخلال 17 شهر من مغادرة كامبيل للشراكة تضاعفت فواتير العام السابق لتصل إلى 50 مليون دولار أمريكي. تقريبًا وبشكل مباشر بعد عملية إعادة التنظيم تلك حصدت وكالة دويك جائزة تول الإبداعية التابعة للجمعية الأمريكية لوكالات الإعلان عن أفضل وكالة صغيرة في الولايات المتحدة.